# Schmalblättriger Igelkolben
Der Schmalblättrige Igelkolben (Sparganium angustifolium) ist eine Pflanzenart aus der Gattung Igelkolben (Sparganium) innerhalb der Familie der Rohrkolbengewächse (Typhaceae). Diese Wasserpflanze ist auf der Nordhalbkugel weitverbreitet.

## Beschreibung

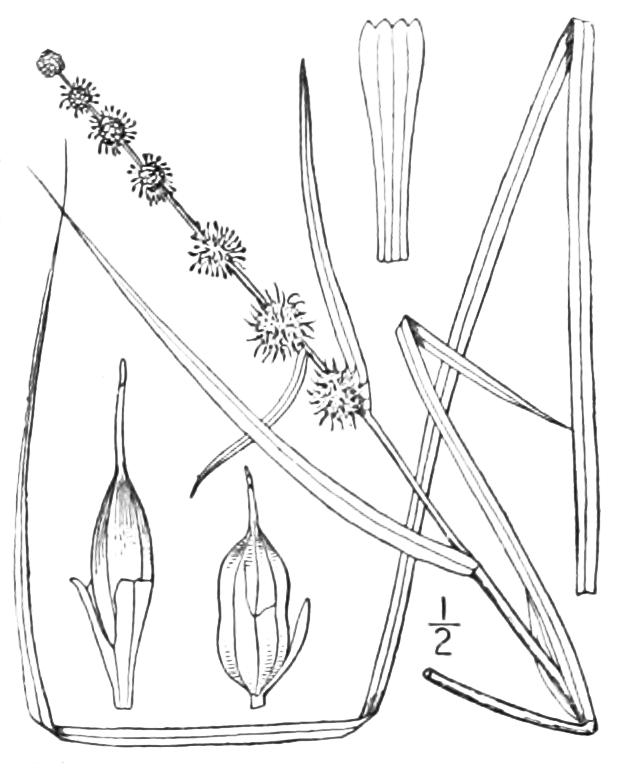
Illustration

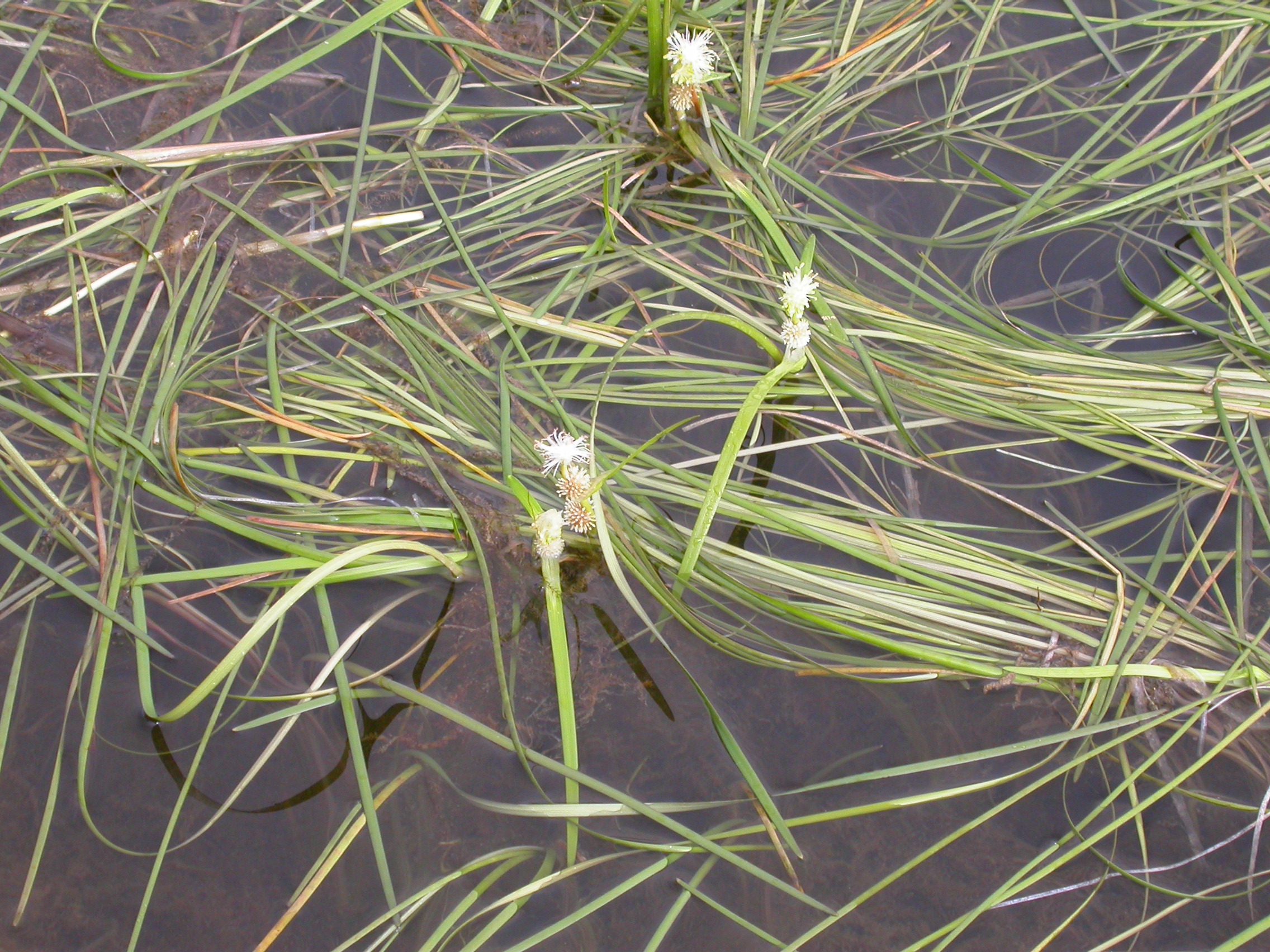
Schmalblättriger Igelkolben mit Schwimmblättern am Riffelsee

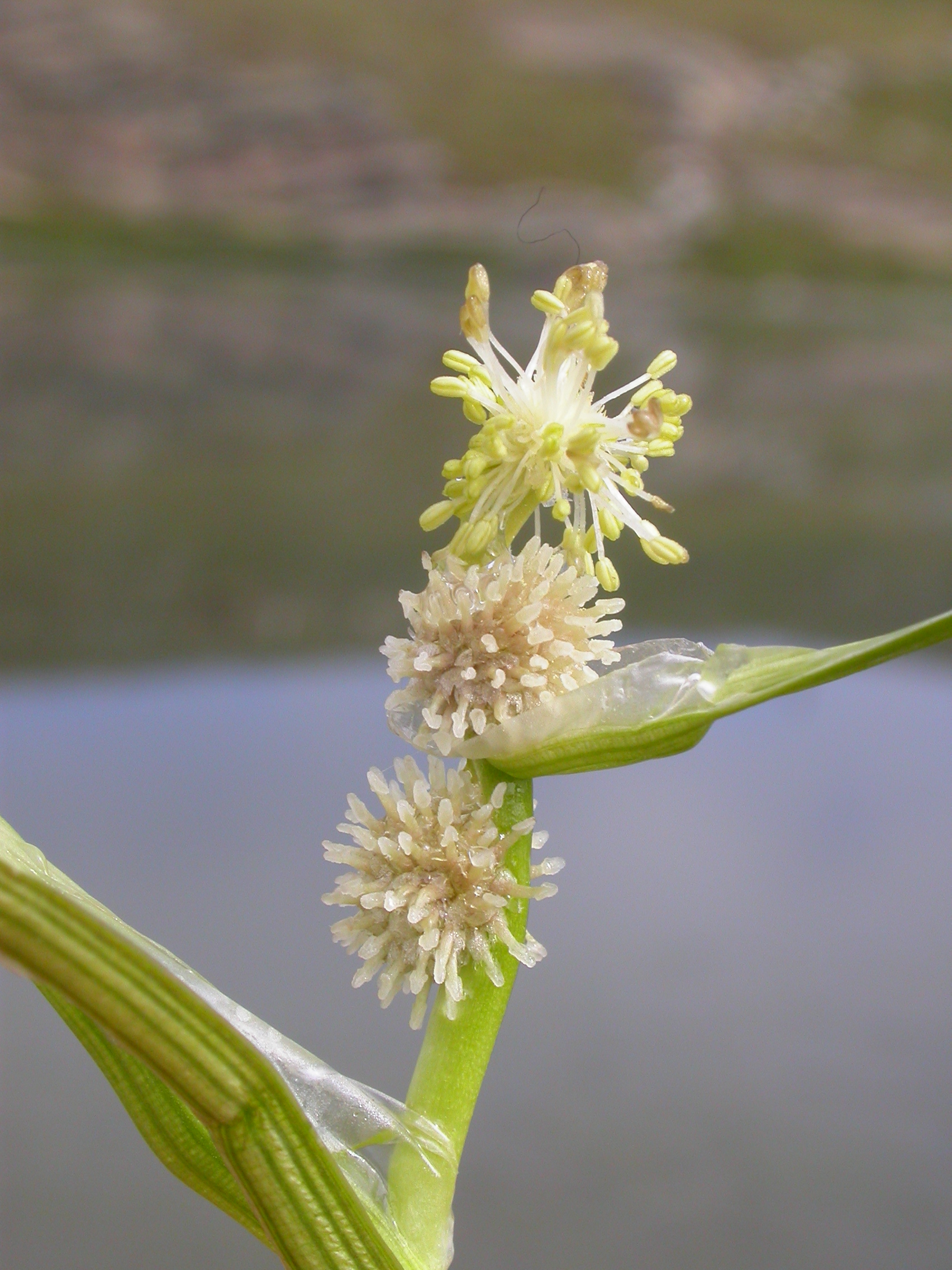
Blütenstand des Schmalblättrigen Igelkolbens am Riffelsee

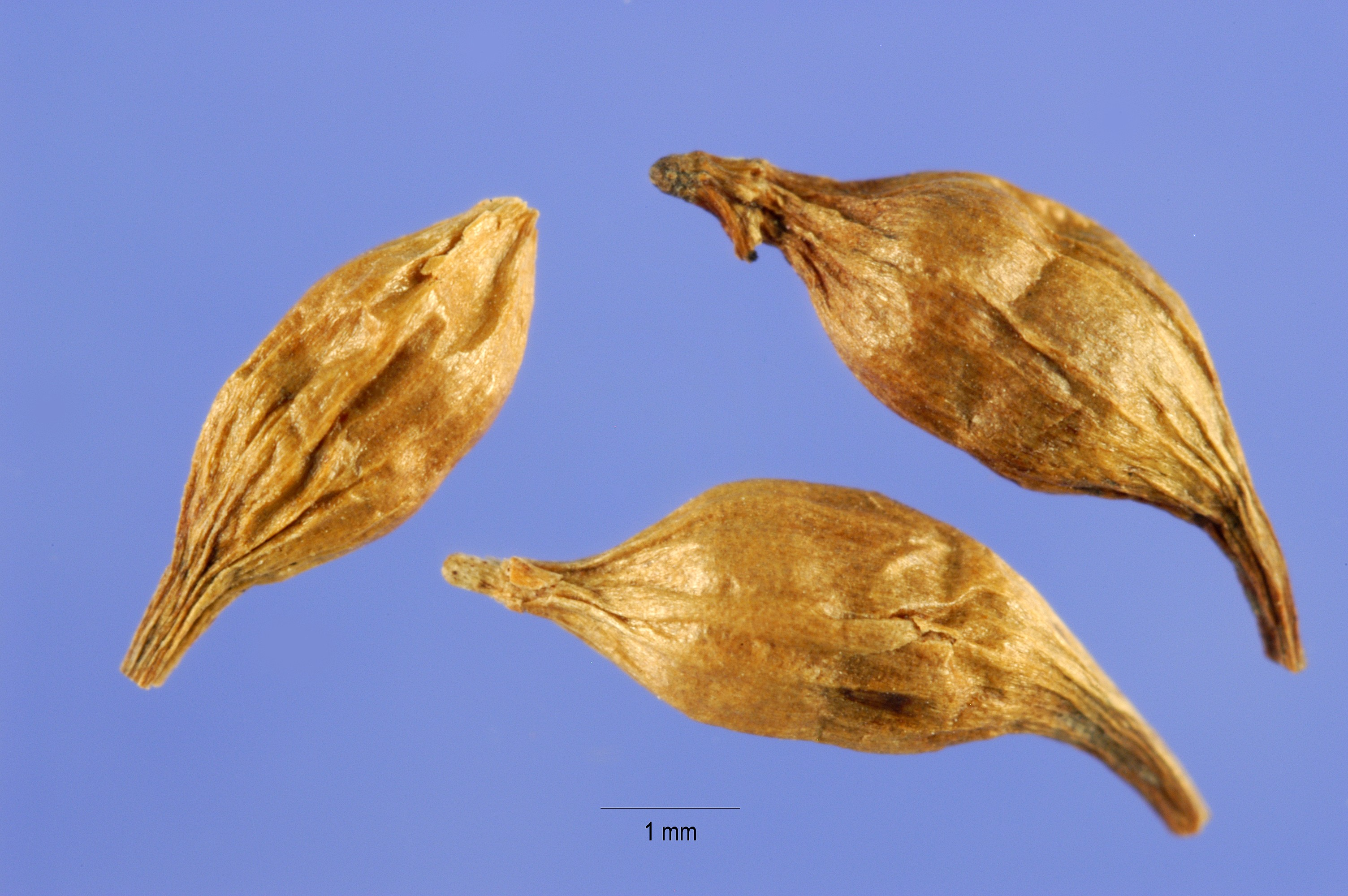
Früchte

### Vegetative Merkmale
Der Schmalblättrige Igelkolben wächst als überwinternd grüne, ausdauernde krautige Pflanze und erreicht Wuchshöhen von 1 bis 2 Metern. Die Laubblätter sind meist auf der Wasseroberfläche flutend, selten aufrecht, schmal, grasartig, in eine lange Spitze ausgezogen, flach oder unterwärts auf dem Rücken gewölbt, ohne Kiel, 2 bis 5, selten bis zu 10 Millimeter breit, die flutenden im oberen Teil meist ohne vorspringenden Mittelnerv. Diese Schwimmblätter werden oft um einen Meter und selten bis zu 2,5 Meter lang.

### Generative Merkmale
Die Blütezeit reicht von Juni bis September. Die Länge des Blütenstängels richtet sich nach den Wasserverhältnissen und bewegt sich zwischen 7 Zentimeter bei Landpflanzen bis zu 1,75 Metern. Der Blütenstandsschaft ist mit etwa acht Blättern ausgestattet, diese sind 5 bis 8 Millimeter breit. Meist ist es der einzige Teil der Pflanze, der über die Wasseroberfläche vorragt. In einem traubigen Gesamtblütenstand sind ein bis vier weibliche und meist zwei bis vier (ein bis sechs) männliche köpfchenförmige Teilblütenstände vorhanden, diese sind einander stark genähert. Die untersten Tragblätter sind mit einer Länge von 10 bis 50 Zentimetern mehr als doppelt so lang wie der Gesamtblütenstand. Die männlichen Blütenköpfchen sind 11 bis 14 Millimeter breit; die weiblichen Blütenköpfchen zur Blütezeit 7 bis 11 (bis 13 Millimeter breit und als Fruchtköpfchen 12 bis 17 (bis 20) Millimeter breit. Die Staubbeutel sind 0,8 bis 1,2 Millimeter lang. Die Narben sind fadenartig und (0,6 bis) 0,7 bis 0,8 (bis 1,1) Millimeter lang. Die Frucht ist spindelförmig, ohne Griffel ist sie 4 bis 5,5 Millimeter lang und 2 bis 2,5 Millimeter breit. Der Griffel ist 1,5 bis 2 Millimeter lang.
Die Chromosomenzahl beträgt 2n = 30.

## Ökologie
Beim Schmalblättrigen Igelkolben handelt es sich um einen Hydrophyten. Er steht meist um 0,5 bis 1,5 Meter, selten bis 2 Meter tief in nährstoffarmen und sauberen (oligotrophen) Gewässern über kalkarmem, aber basenreichem, schwach saurem, sandig-kiesigem bis schlammigem Grund. Er ist kennzeichnend für das Callitricho-Sparganietum angustifolii im Gebirge und das Sphagno-Sparganietum angustifolii in der Ebene,
Pflanzengesellschaften des Verbandes Isoetion lacustris (benannt nach dem See-Brachsenkraut). Er kommt aber auch in Gesellschaften des Verbands Sphagno-Utricularion vor. Er kommt gelegentlich auch mit weiteren seltenen Wasserpflanzen mit ähnlichen ökologischen Ansprüchen wie dem Strandling (Littorella uniflora) und Wasser-Lobelie (Lobelia dortmanna) gemeinsam vor.

## Vorkommen
Der Schmalblättrige Igelkolben ist auf der Nordhalbkugel in Nordamerika, Europa und in Asien im nordwestlichen Sibirien weitverbreitet. In Europa erstreckt sich sein Areal von den südeuropäischen Gebirgen über die Alpen bis Norwegen in Nordeuropa und Großbritannien (boreal-montan). In Europa kommt er in fast allen Ländern vor und fehlt nur in Slowenien, Ungarn, Rumänien, Moldau, Serbien, Bosnien-Herzegowina, Nordmazedonien und in der Türkei. Im Süden kommt er zum Beispiel in der Sierra de Gredos in Spanien vor.
Im Tiefland Mitteleuropas ist der Schmalblättrige Igelkolben westlich der Elbe sehr selten; östlich von ihr kommt er vereinzelt in der Lausitz vor (heute hier ausgestorben); häufiger trifft man ihn in der montanen bis subalpinen Höhenstufe in den Alpen an. Da er kalkmeidend ist, bevorzugt er die Zentralalpen. Der Schmalblättrige Igelkolben bildet an seinen Standorten meist kleinere Bestände, seine flutenden Blätter sind aber ein charakteristisches Element in zahlreichen kleinen Gebirgsseen im Hochgebirge. Er gedeiht in 30–120 Zentimetern Wassertiefe.
Die ökologischen Zeigerwerte nach Landolt et al. 2010 sind in der Schweiz: Feuchtezahl F = 5uw (untergetaucht, aber mäßig wechselnde Feuchtigkeit), Lichtzahl L = 4 (hell), Reaktionszahl R = 2 (sauer), Temperaturzahl T = 2 (subalpin), Nährstoffzahl N = 1 (sehr nährstoffarm), Kontinentalitätszahl K = 2 (subozeanisch).
In Deutschland ist er an wenigen Stellen im Schwarzwald (heute nur noch im Feldsee am Feldberg) und im Allgäu verbreitet; im nordwestdeutschen Tiefland ist er fast erloschen, die Vorkommen in der Lausitz und in Bayerischen Wald sind schon ausgestorben. In der Schweiz ist er, vor allem in der subalpinen Höhenstufe der Zentralalpen, noch recht weit verbreitet und kam vereinzelt auch im Jura von Neuenburg vor, ist dort aber verschollen. In Schottland und Skandinavien ist er recht häufig. In den Allgäuer Alpen steigt er von 1650 Metern auf der Schlappolt-Alpe unterhalb der Bergstation der Fellhorn-Seilbahn in Bayern bis zu 1900 Metern Meereshöhe in einem Tümpel an der Höferspitze nahe dem Widderstein in Vorarlberg auf. In den Alpen erreicht er am Riffelsee bei Zermatt 2770 Meter Meereshöhe, in Italien beim Lago di Baitone in der Adamellogruppe 2260 Meter, am Lago di Val Viola 2500 Meter.
Die Art bildet Hybride mit dem Einfachen Igelkolben (Sparganium emersum). Diese sind in Bezug auf die Wasserqualität etwas anspruchsloser und können regional häufiger sein. Belegt sind Vorkommen in Mitteleuropa im Kleinen Arbersee, im Feldsee, Titisee und Schluchsee im Schwarzwald, im Lac de Blanchemer in den Vogesen und im Antholzer See in Südtirol.

## Taxonomie
Der Schmalblättrige Igelkolben wurde 1803 von André Michaux in Flora Boreali-Americana, Band 2, S. 189 als Sparganium angustifolium erstbeschrieben. Sparganium angustifolium Michx. hat die Synonyme: Sparganium affine Schnizl., Sparganium vaginatum Larss., Sparganium borderi Focke, Sparganium affine subsp. borderi (Focke) Graebn.